# Kh-35
Cet article traite d'un missile antinavire russe. Pour le missile air-sol français, voir AS-20.
Le missile Kh-35U, (en russe : « Х-35У »), nom de code OTAN : AS-20 « Kayak », est la version aéroportée d'un missile antinavire subsonique russe.
Prévu pour être tiré depuis des avions, le même missile peut également être lancé depuis des hélicoptères ou des batteries lance-missiles côtières mobiles de type MZKT-7930. Il porte alors les noms de 3M24 Uran (Uranus) ou 3K60 Bal, dont les classifications OTAN sont respectivement SS-N-25 « Switchblade » et SSC-6 « Stooge ».
Son surnom auprès des américains est « Harpoonski », en raison de sa forte ressemblance avec le missile AGM-84 Harpoon.

## Historique
La firme russe Zvezda commença les travaux d'étude sur le Kh-35 en 1983, en vue de remplacer le missile Termit sur les marchés d'exportation.
Le Kh-35 est entré en service en 2003, et a également été acquis par l'Inde.

## Caractéristiques

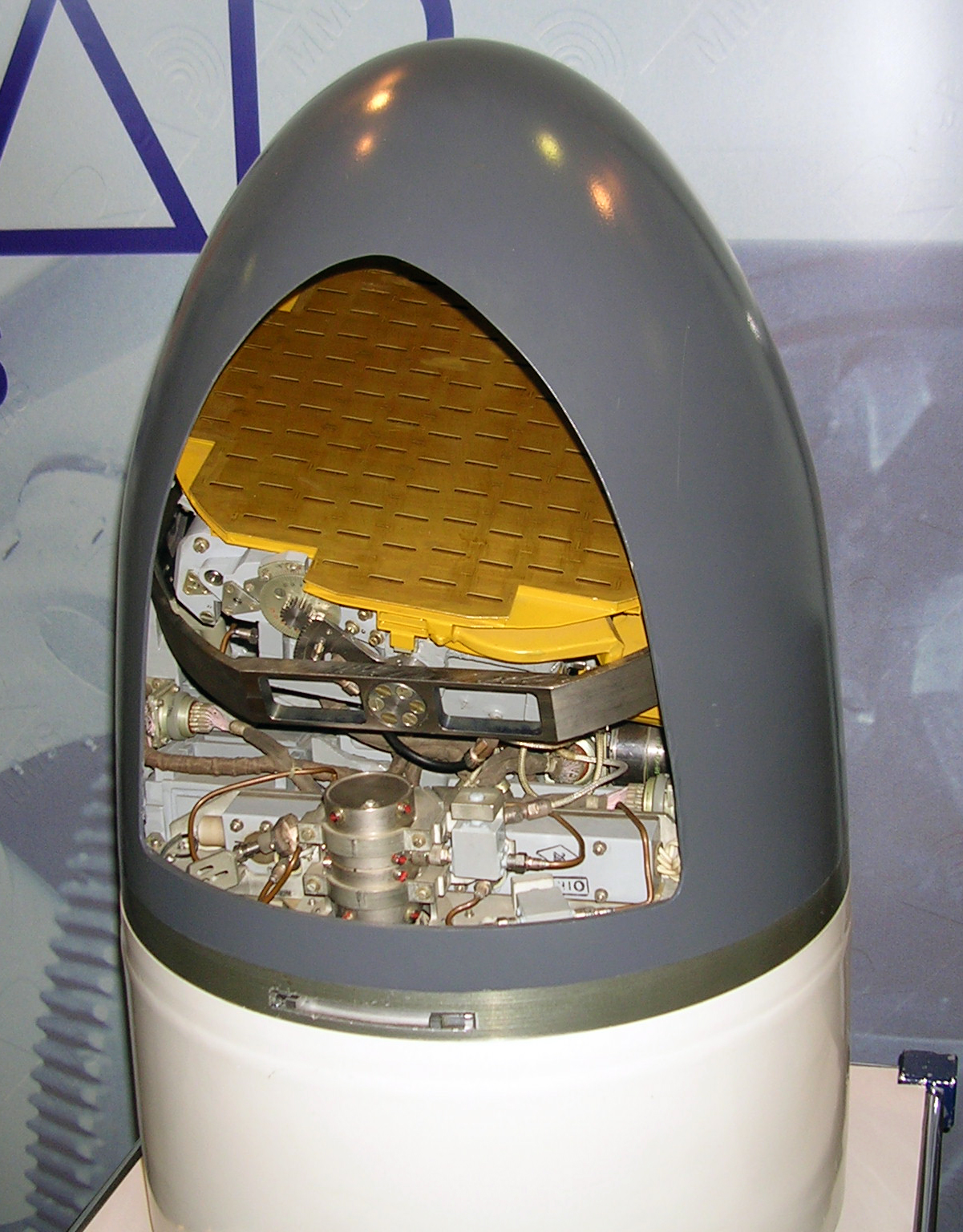
Gros plan sur l'antenne de l'autodirecteur à radar actif du Kh-35E.

Le missile Kh-35 est une arme subsonique destinée à être employée contre des navires dont le tonnage peut atteindre les 5 000 tonnes.
Il est d'une architecture classique, avec des plans aérodynamiques et des gouvernes de contrôle placés en cruciforme et une entrée d'air semi-intégrée dans le fuselage, alimentant le turboréacteur à double flux destiné à la propulsion. Le missile est guidé, dans la phase finale de sa course, grâce aux commandes fournies par l'autodirecteur à radar actif et le radio-altimètre contenus dans la tête du missile.
Les données concernant la cible peuvent être entrées dans la mémoire du missile depuis l'avion tireur ou depuis d'autres sources externes. Les données concernant son propre vol sont introduites après celles de la cible. Un système de navigation inertielle dirige le vol du missile pendant la première partie de son vol, le stabilisant à une altitude donnée et le dirigeant vers la zone approximative dans laquelle navigue sa cible. En approchant d'une certaine distance de la cible, l'autodirecteur actif est allumé pour trouver, verrouiller et poursuivre la cible. La centrale inertielle du missile le dirige alors en direction de sa cible et diminue son altitude jusqu'à un niveau extrêmement bas (de l'ordre de quelques mètres). Lorsqu'il vole ainsi au-ras de la surface de l'eau, sa détection par les radars du navire visé devient très difficile, à-cause de la quantité importante d'échos parasites générés par les vagues juste en dessous de lui. À cette altitude, le missile continue sa séquence de guidage vers sa cible en corrélant les données reçues par le radar avec celles de la centrale inertielle, jusqu'à obtenir un impact.
Un nouvel autodirecteur à radar actif, le Gran-KE, a été développé par la firme SPE Radar MMS et remplacera prochainement l'ancien système existant, l'ARGS-35E travaillant en bande-X.

## Versions

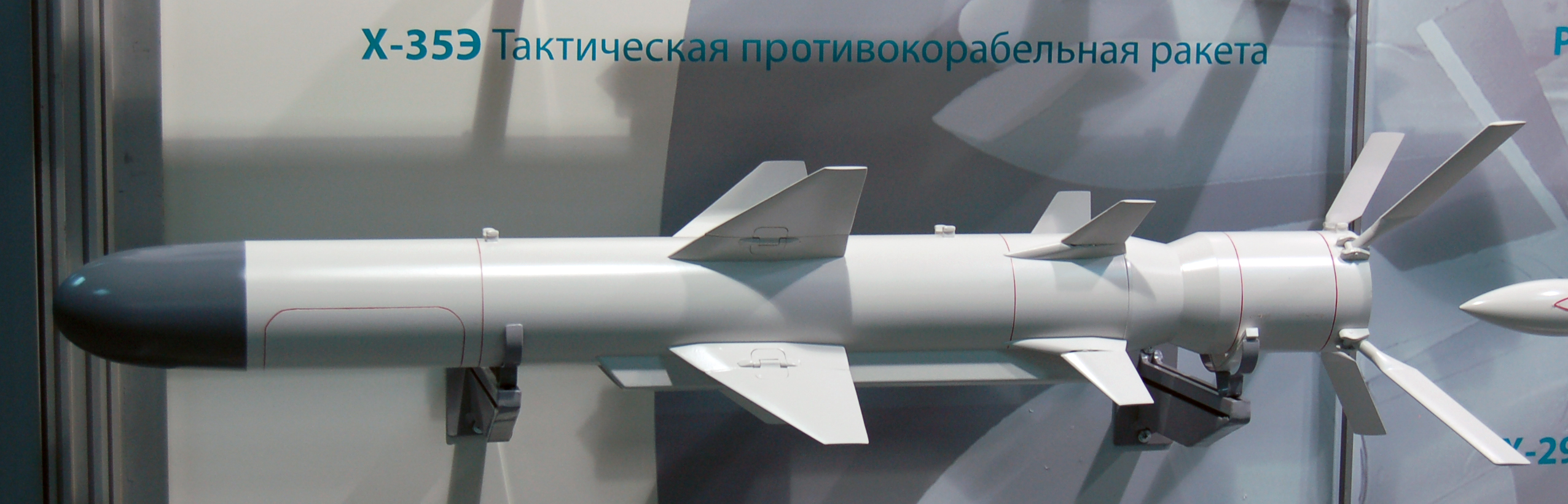
Un Kh-35E au salon MAKS 2009.

- Kh-35 (3M24) : Version de base pour la Russie (2003). Portée : 120 km, détection : 20 km.
- Kh-35E (3M24E) : Version d'exportation du Kh-35 (2003).
- Kh-35U : Amélioration de la version de base (peut être employée par n'importe-quel appareil). Version en développement pour la Russie. Portée : 260 km. Équipée d'un autodirecteur radar actif/passif et d'une protection améliorée contre le brouillage. Détection : 50 km.
- Kh-35UE : Version d'exportation du Kh-35U, en développement.
- Kh-35V : Version pour la Russie, lancée depuis les hélicoptères.
- Kh-35EV : Version d'exportation du Kh-35V.
- 3M24EMV : Version d'exportation vers le Viêt-Nam, d'un missile Kh-35 « cible », dépourvu de charge militaire.
- Kh-35 Uran/Uran-E : Intégration navale du système de contrôle, employant des missiles Kh-35 et Kh-35E[7].
- Bal/Bal-E : Complexe missile côtier mobile, employant des missiles Kh-35 et Kh-35E, tirés en Russie depuis des MZKT-7930.

## Utilisateurs
- Russie : 112 missiles Kh-35 (3M-24) livrés en 2009 et 2010[1]
- Inde
- Iran
- Algérie
- Viêt Nam : 17 missiles Kh-35 livrés en 2009, 16 autres en 2010. Le Viêt Nam commence à en fabriquer sous-licence à-partir de 2012[1]. En mai 2020, elle présente une version  locale, le VCM-01 (en)[8].

## Culture populaire
- Dans le film Hunter Killer, le Ministre russe de la Défense  (l'antagoniste principal) fait tirer des missiles Kh-35 sur le sous-marin commandé par le héros du film.

## Armes similaires
- AGM-84 Harpoon : (États-Unis) - Charge militaire de 221 kg, portée de 93~315 km (selon plateforme de tir).
- C-802 : (Chine) - Charge militaire de 165 kg, portée de 120~180 km.
- Exocet : (France) - Charge militaire de 165 kg, portée de 120 km.
- RBS-15 : (Suède) - Charge militaire de 200 kg, portée de 200 km.
- Sea Eagle : (Grande-Bretagne) - Charge militaire de 230 kg, portée de + 110 km.